# The Orb’s Adventures Beyond the Ultraworld
The Orb’s Adventures Beyond the Ultraworld ist das Debüt-Studioalbum der britischen Musikband The Orb. Es erschien am 2. April 1991 als Doppelalbum beim Label Big Life. Das Album ist eine zweistündige, fortlaufende Progressive-Komposition beeinflusst von verschiedenen Genres (darunter Ambient, House, Dub-Reggae und Hip-Hop) und enthält Samples und Soundeffekte. Ein Großteil des Albums wurde aufgenommen, nachdem Gründungsmitglied Jimmy Cauty die Gruppe verlassen hatte und Alex Paterson als zentrales Mitglied übrig blieb. Weitere Beiträge kamen von Andy Falconer, Kris Weston und anderen.
Vor dem Album erschien 1989 als Single A Huge Evergrowing Brain That Rules from the Centre of the Ultraworld (Platz 78 der UK-Charts), das auf dem Album das Abschlussstück ist. The Orb’s Adventures Beyond the Ultraworld wurde in Europa positiv bewertet und erreichte Platz 29 in den britischen Albumcharts. Dem Album wird zugeschrieben, die damals aufkommende Ambient-House-Bewegung in Großbritannien populär gemacht zu haben.

## Hintergrund
Alex Paterson begann seine Musikkarriere in den 1980er Jahren als Roadie für die Post-Punk-Band Killing Joke. Er verließ sie 1986, um seinen eigenen musikalischen Interessen nachzugehen. Beeinflusst von der wachsenden Popularität der Chicagoer House-Musik in Großbritannien während des Jahrzehnts begann er kurz darauf mit einem anderen Ambient-House-Pionier, Jimmy Cauty, zusammenzuarbeiten. Cauty war am Killing-Joke-Nebenprojekt Brilliant mit Patersons Jugendfreund Youth beteiligt gewesen. Paterson, Cauty und Youth spielten auch Chillout-DJ-Sets in Paul Oakenfolds Land-of-Oz-Nacht im Club Heaven. Paterson sagte über diese Veranstaltungen:

„We'd build melodies up by overdubbing and mixing multiple tracks and then take an eight-track, or was it a twelve-track, into Heaven, just linking it up to three decks, loads of CD players, loads of cassettes... we used to keep it very, very quiet. We never used to play any drums in there. It'd be, just like, you know, BBC sound effects, really... four or five hours playing really early dub reggae... For All Mankind. We had white screens so we could put up visuals as well. We had home movies of ducks in the park. We'd go for everything. It was all layering on top of each other.“

„Wir bauten Melodien zusammen mit Overdubbing und dem Mischen mehrerer Tracks. Die 8-Spur-Kassette, oder war es eine 12-Spur, nahmen wir dann mit ins Heaven, schlossen drei Rekorder an, viele CD-Player, eine Menge Kassetten […] wir haben es immer sehr, sehr ruhig gehalten. Wir haben da drin nie Schlagzeug gespielt. Wissen Sie, eigentlich war es genau so wie BBC-Soundeffekte … vier oder fünf Stunden spielten wir wirklich frühen Dub-Reggae … wie in For All Mankind a. Wir hatten weiße Leinwände, also konnten wir auch Videos zeigen. Wir hatten selbstgedrehte Videos von Enten im Park. Wir haben alles genommen. Alles hat aufeinander aufgebaut.“

Nach ihren erfolgreichen Single-Veröffentlichungen als The Orb, darunter Tripping on Sunshine von 1988 und die 1989 veröffentlichten Kiss EP und A Huge Ever Growing Pulsating Brain That Rules from the Center of the Ultraworld, begannen Paterson und Cauty mit der Arbeit am ersten Orb-Album. Sie trennten sich jedoch im April 1990 aufgrund von Meinungsverschiedenheiten über die Veröffentlichung der Arbeit von The Orb auf Cauty und Bill Drummonds Plattenlabel KLF Communications. Während Cauty seinen Anteil des geplanten Albums unter dem Namen Space veröffentlichte und mit seiner anderen Gruppe The KLF weitermachte, fuhr Paterson im Herbst 1990 fort mit Little Fluffy Clouds, seiner nächsten Zusammenarbeit mit Youth. Der Track wurde vom damals 18-jährigen Studioingenieur und späteren Orb-Mitglied Kris „Thrash“ Weston aufgenommen.

## Musik
Das Slant Magazine nannte das Album eine Mischung aus „langsam galoppierenden House-Beats und Spielarten von Reggae-Dub mit atmosphärischen Sampladelia (Filmdialogen, Naturgeräuschen, Radiosendungen, Saiteninstrumenten und Chören)“, die die Ambient-House-Bewegung der frühen 1990er Jahre definierte. International DJ vermerkte die „damals einzigartige Mischung aus Grooves zum Kopfnicken (oft aus alten Hip-Hop- und Dub-Reggae-Platten recycelt), horizontalem Raumklang und allerlei witzigen Sprechsamples des Albums.“

## Veröffentlichung
Im April 1991 veröffentlichte The Orb The Orb’s Adventures Beyond the Ultraworld für ein Publikum, das mit ihren bahnbrechenden Singles und mehreren John-Peel-Radiosessions vertraut war. Das Album wurde in Großbritannien und Europa von der Kritik hoch gelobt und erreichte Platz 29 der UK Albums Charts.
Bis Mitte 1991 hatte The Orb einen Vertrag zur Veröffentlichung des Albums in den USA unterzeichnet, war jedoch gezwungen, die in Großbritannien veröffentlichte Doppel-CD mit 109:41 Minuten auf eine CD mit 70:41 Minuten zu reduzieren. Bei dieser Version wurde Perpetual Dawn durch einen Remix von Youth und Star 6 & 7 8 9 durch seine „Phase-II“ -Version ersetzt, die beide auf der Single Perpetual Dawn enthalten waren; Back Side of the Moon und Spanish Castles in Space wurden gänzlich entfernt. Die vollständige Doppel-Disc-Version und die Kassette wurden später in den USA von Island Records veröffentlicht.

## Cover
Das Cover für The Orb’s Adventures Beyond the Ultraworld wurde vom Grafikdesigner-Kollektiv The Designers Republic entworfen, die in den Liner Notes als verantwortlich für das „Orbsonic Love Deep Space & Sampling Image“ genannt werden. Das Booklet enthält ein Bild der Battersea Power Station, fotografiert von Richard Cheadle und „behandelt von dr/chromagene“, sowie ein Bild von Cumulonimbus-Wolken über dem Kongobecken, aufgenommen vom Space Shuttle Challenger am 1. April 1983. Für die US-Veröffentlichung des Albums wurde das Bild der Battersea Power Station als Cover verwendet.

## Rezeption
In einer zeitgenössischen Rezension von The Orb’s Adventures Beyond the Ultraworld bezeichnete es der NME als „ein Album, das klingt wie Pink Floyd, nur ohne all die selbstgefälligen Soli“, und kam zu dem Schluss, dass „die Realität in einem Paar Kopfhörer überflutet mit The Orb steckt. Das Leben wird nie wieder dasselbe sein. Es winkt das Schwebebecken.“ Russell Brown von Select schrieb, dass „Adventures Beyond the Ultraworld, so lang und seltsam es auch ist, ohne Zweifel eine gute musikalische Reise ist“. Ende 1991 stufte Melody Maker es zum Jahresende Platz 22 ihrer Liste der Topalben des Jahres ein und fügte hinzu, dass es „einige der einzigartigsten Sounds des Jahres“ enthielt.
In den Jahren nach seiner Veröffentlichung wurde The Orb’s Adventures Beyond the Ultraworld von der Kritik immer wieder hoch gelobt. Eine Liste der besten Alben aller Zeiten, herausgebracht vom NME im Jahr 1993, platzierte das Album auf Platz 45. 1999 stufte Spin es auf Platz 82 ihrer Liste der besten Alben der 1990er ein, wobei der Kritiker Richard Gehr meinte, dass „Ultraworld Kunst in ihrer funktionellsten Form ist: Es funktioniert gleichermaßen gut als Booster-Rakete für den LSD-Peak und als Antidepressivum nach einer ekstatisch durchgemachten Nacht.“ Im Jahr 2002 nannte Muzik es das siebtbeste Dance-Music-Album aller Zeiten, während das Slant Magazine es für das viertbesten Album der elektronischen Musik des 20. Jahrhunderts hielt. Im folgenden Jahr stufte Pitchforks Liste zum Ende des Jahrzehnts das Album auf Platz 100, wobei Alex Linhardts begleitende Beschreibung feststellte, dass es „geschafft hat, Ambient House für den Rest des Jahrzehnts zu einem ewigen ‚nächsten großen Ding‘ zu machen“. John Bush von AllMusic bezeichnete The Orb's Adventures Beyond the Ultraworld als „das Album, das die Ambient-House-Bewegung definierte“.

## Titelliste

### UK-Erstveröffentlichung (Doppelalbum)
| Nr.          | Titel                                                    | Musik                                     | Länge |
| ------------ | -------------------------------------------------------- | ----------------------------------------- | ----- |
| 1.           | Little Fluffy Clouds (Earth Orbit One)                   | Alex Paterson, Martin Glover              | 4:27  |
| 2.           | Earth (Gaia) (Earth Orbit Two)                           | Paterson, Kris Weston                     | 9:48  |
| 3.           | Supernova at the End of the Universe (Earth Orbit Three) | Paterson, Miquette Giraudy, Steve Hillage | 11:56 |
| Gesamtlänge: | Gesamtlänge:                                             | Gesamtlänge:                              | 26:11 |

| Nr.          | Titel                                       | Musik                                 | Länge |
| ------------ | ------------------------------------------- | ------------------------------------- | ----- |
| 1.           | Back Side of the Moon (Lunar Orbit Four)    | Paterson, Giraudy, Hillage            | 14:15 |
| 2.           | Spanish Castles in Space (Lunar Orbit Five) | Paterson, Jake le Mesurier, Guy Pratt | 15:05 |
| Gesamtlänge: | Gesamtlänge:                                | Gesamtlänge:                          | 29:20 |

| Nr.          | Titel                                              | Musik                                  | Länge |
| ------------ | -------------------------------------------------- | -------------------------------------- | ----- |
| 1.           | Perpetual Dawn (Ultraworld Probe Six)              | Paterson, Eddie Maiden                 | 9:31  |
| 2.           | Into the Fourth Dimension (Ultraworld Probe Seven) | Paterson, Andy Falconer, Paul Ferguson | 9:16  |
| 3.           | Outlands                                           | Paterson, Thomas Fehlmann              | 8:23  |
| Gesamtlänge: | Gesamtlänge:                                       | Gesamtlänge:                           | 27:10 |

| Nr.          | Titel | Musik | Länge |
| ------------ | --- | --- | ----- |
| 1.           | Star 6 & 7 8 9 (Ultraworld Nine)                                                                                  | Paterson, T Green, Hugh Vickers                                                                                   | 8:10  |
| 2.           | A Huge Ever Growing Pulsating Brain That Rules from the Centre of the Ultraworld (Live Mix Mk 10; Ultraworld Ten) | Paterson, Jimmy Cauty, Minnie Riperton, Richard Rudolph, Simon Darlow, Stephen Lipson, Bruce Woolley, Trevor Horn | 18:49 |
| Gesamtlänge: | Gesamtlänge: | Gesamtlänge: | 26:57 |

- Auf der CD erschienen die Seiten 1 und 2 auf Disc 1 (die „Orbit-CD“) und die Seiten 3 und 4 auf Disc 2 (die „Ultraworld-CD“).

### US-Erstveröffentlichung
| Nr.          | Titel                | Musik            | Länge |
| ------------ | -------------------- | ---------------- | ----- |
| 1.           | Little Fluffy Clouds | Paterson, Glover | 4:57  |
| 2.           | Earth (Gaia)         | Paterson, Weston | 9:48  |
| Gesamtlänge: | Gesamtlänge:         | Gesamtlänge:     | 14:15 |

| Nr.          | Titel                                | Musik                                                    | Länge |
| ------------ | ------------------------------------ | -------------------------------------------------------- | ----- |
| 1.           | Supernova at the End of the Universe | Paterson, Giraudy, Hillage                               | 11:56 |
| 2.           | Perpetual Dawn (Solar Youth Mix)     | Paterson, Glover, Maiden, Jeffrey Nelson, Simon Phillips | 3:48  |
| Gesamtlänge: | Gesamtlänge:                         | Gesamtlänge:                                             | 15:44 |

| Nr.          | Titel                     | Musik                        | Länge |
| ------------ | ------------------------- | ---------------------------- | ----- |
| 1.           | Into the Fourth Dimension | Paterson, Falconer, Ferguson | 9:14  |
| 2.           | Outlands                  | Paterson, Fehlmann           | 8:20  |
| 3.           | Star 6 & 7 8 9 (Phase II) | Paterson, Green, Vickers     | 4:22  |
| Gesamtlänge: | Gesamtlänge:              | Gesamtlänge:                 | 21:56 |

| Nr.          | Titel                                                                                             | Musik                                                             | Länge |
| ------------ | ------------------------------------------------------------------------------------------------- | ----------------------------------------------------------------- | ----- |
| 1.           | A Huge Ever Growing Pulsating Brain That Rules from the Centre of the Ultraworld (Live Mix Mk 10) | Paterson, Cauty, Riperton, Rudolph, Darlow, Lipson, Woolley, Horn | 18:47 |
| Gesamtlänge: | Gesamtlänge:                                                                                      | Gesamtlänge:                                                      | 18:47 |

- Auf CD erschienen die Seiten 1, 2, 3 und 4 auf einer Disc.

### 2006 UK Deluxe Edition
| Nr.          | Titel                                | Musik                        | Länge |
| ------------ | ------------------------------------ | ---------------------------- | ----- |
| 1.           | Little Fluffy Clouds                 | Paterson, Glover             | 4:27  |
| 2.           | Earth (Gaia)                         | Paterson, Weston             | 9:48  |
| 3.           | Supernova at the End of the Universe | Paterson, Giraudy, Hillage   | 11:56 |
| 4.           | Back Side of the Moon                | Paterson, Giraudy, Hillage   | 14:15 |
| 5.           | Spanish Castles in Space             | Paterson, le Mesurier, Pratt | 15:05 |
| Gesamtlänge: | Gesamtlänge:                         | Gesamtlänge:                 | 55:31 |

| Nr.          | Titel                                                                                             | Musik                                                             | Länge |
| ------------ | ------------------------------------------------------------------------------------------------- | ----------------------------------------------------------------- | ----- |
| 1.           | Perpetual Dawn                                                                                    | Paterson, Maiden                                                  | 9:31  |
| 2.           | Into the Fourth Dimension                                                                         | Paterson, Falconer, Ferguson                                      | 9:16  |
| 3.           | Outlands                                                                                          | Paterson, Fehlmann                                                | 8:23  |
| 4.           | Star 6 & 7 8 9                                                                                    | Paterson, Green, Vickers                                          | 8:10  |
| 5.           | A Huge Ever Growing Pulsating Brain That Rules from the Centre of the Ultraworld (Live Mix Mk 10) | Paterson, Cauty, Riperton, Rudolph, Darlow, Lipson, Woolley, Horn | 18:49 |
| Gesamtlänge: | Gesamtlänge:                                                                                      | Gesamtlänge:                                                      | 54:07 |

| Nr.          | Titel                                                                                               | Musik                              | Länge   |
| ------------ | --------------------------------------------------------------------------------------------------- | ---------------------------------- | ------- |
| 1.           | A Huge Ever Growing Pulsating Brain That Rules from the Centre of the Ultraworld (Peel Session)     |                                    | 20:14   |
| 2.           | Perpetual Dawn (Ultrabass II)                                                                       |                                    | 7:12    |
| 3.           | Little Fluffy Clouds (Cumulo Nimbus Mix)                                                            | Pal Joey                           | 6:39    |
| 4.           | Back Side of the Moon (Under Water Deep Space Mix)                                                  | Steve Hillage                      | 8:42    |
| 5.           | Outlands (Fountains of Elisha Mix)                                                                  | Ready Made                         | 8:39    |
| 6.           | A Huge Ever Growing Pulsating Brain That Rules from the Centre of the Ultraworld (Aubrey Mix Mk 11) | Jimmy Cauty and Dr. Alex Patterson | 7:13    |
| 7.           | Spanish Castles in Space (Extended Youth Mix)                                                       | Youth                              | 13:39   |
| Gesamtlänge: | Gesamtlänge:                                                                                        | Gesamtlänge:                       | 1:12:18 |

## Lieddetails

### Instrumentierung und Samples
- Little Fluffy Clouds:
  - ein Vocal Sample von John Waite, Moderator von Face the Facts („Over the past few years to the traditional sounds of an English summer, the droning of lawnmowers, the smack of leather on willow, has been added a new noise.“)
  - A Conversation with Rickie Lee Jones von Rickie Lee Jones, ein Interview von einer Werbe-CD, die einigen Exemplaren ihres Albums Flying Cowboys beilag. Dieses Sample war der Auslöser eines Rechtsstreits.
  - Electric Counterpoint: III. Fast von Steve Reich, aufgeführt von Pat Metheny
  - Man with a Harmonica von Ennio Morricone
  - Jump into the Fire von Harry Nilsson, Quelle des Haupttrommelloops.

- Earth (Gaia)
  - Dialog von Max von Sydow und Peter Wyngarde aus dem Film Flash Gordon
  - Vocal Samples der Apollo-11-Mondlandung aus dem Dokumentarfilm For All Mankind
  - Hendrick Van Dyke von der Family Bible Reading Fellowship liest Buch Amos 9:13–15
  - bei 6:19 im Track ein Sample aus einer litauischen Nachrichtenmeldung: „Jie pasirašė lyg ir sutartį su Azerbaidžiano komunistų partija. […] Didelį svorį pajuto tautiškai nusiteikę azerbaidžianiečiai, jų populiarusis Laisvės Frontas, kuris būtų tolygus mūsų Sąjudžiui. Jie pasirašė lyg ir sutartį su Azerbaidžiano komunistų partija.“ („Sie scheinen das Abkommen mit der Kommunistischen Partei Aserbaidschans unterzeichnet zu haben […] National gesinnte Aserbaidschaner spürten ihr großes Gewicht, ihre populäre Freiheitsfront, die unserer Sąjūdis-Bewegung entsprechen würde. Sie scheinen das Abkommen mit der Kommunistischen Partei Aserbaidschans unterzeichnet zu haben“.)

- Supernova at the End of the Universe
  - Synthetic Substitution von Melvin Bliss
  - verschiedene Fluganweisungen von Apollo 11 und Apollo 17 aus der NASA-Dokumentation For All Mankind.
  - verschiedene NASA-Samples
  - ein Vocal Sample von Slim Pickens, der „Yahoo!“ schreit, aus dem Film Dr. Strangelove or: How I Learned to Stop Worrying and Love the Bomb

- Back Side of the Moon
  - verschiedene NASA-Samples
  - ein Vocal Sample aus dem Album Some Product: Carri on Sex Pistols von den Sex Pistols.

- Spanish Castles in Space
  - Spartacus Love Theme von Bill Evans
  - Erzählung aus dem sowjetischen Feldaufnahmealbum Звуковые И Биоэлектрические Сигналы Рыб (Audio und bioelektrische Signale von Fischen)

- Perpetual Dawn
  - Peppermint Twist von Joey Dee and the Starliters

- Into the Fourth Dimension
  - ein Gesangsausschnitt aus Miserere von Gregorio Allegri.
  - ein Auszug aus dem 2. Satz aus L’amoroso Violin Concerto in E-Dur, RV271 von Antonio Vivaldi.

- Outlands
  - Love Without Sound von White Noise
  - Blackboard Jungle Dub von Lee „Scratch“ Perry
  - A Conversation with Rickie Lee Jones von Rickie Lee Jones, ein Interview von einer Werbe-CD, die einigen Exemplaren ihres Albums Flying Cowboys beilag. Dieses Sample war der Auslöser eines Rechtsstreits.
  - Some Love von New Age Steppers
  - Hot Tip von Prince Django
  - Europa Endlos von Kraftwerk.
  - Ein Orgel-Sound-Patch von einem Casio CZ-101-Synthesizer

- A Huge Ever Growing Pulsating Brain That Rules from the Centre of the Ultraworld
  - Lovin’ You von Minnie Riperton
  - Slave to the Rhythm by Grace Jones

## Besetzung
Credits für The Orb’s Adventures Beyond the Ultraworld, übernommen von den Liner Notes.
- Alex Paterson – Produktion, Engineering, Mixing
- Jimmy Cauty – Produktion (A Huge Ever Growing Pulsating Brain That Rules from the Centre of the Ultraworld)
- Andy Falconer – Produktion (Into the Fourth Dimension), Engineering, Mixing
- Thomas Fehlmann – Mixing
- Miquette Giraudy – Produktion (Supernova at the End of the Universe, Back Side of the Moon)
- Steve Hillage – Produktion (Supernova at the End of the Universe, Back Side of the Moon)
- Greg Hunter – Engineering (Assistent)
- Eddie Maiden – Produktion (Perpetual Dawn)
- Guy Pratt – Bass (Spanish Castles in Space)
- Tim Russell – Engineering, Mixing
- Kris „Thrash“ Weston – Engineering, Mixing
- Youth – Produktion (Little Fluffy Clouds), Mixing

## Formate
| Jahr | Format   | Label                | Katalog-Nr.  |
| ---- | -------- | -------------------- | ------------ |
| 1991 | CD       | Big Life             | 314-511034-2 |
| 1991 | Kassette | Big Life             | 314-511034-4 |
| 1991 | CD       | Big Life             | 511034       |
| 1991 | Kassette | Big Life             | 511034       |
| 1994 | CD       | Big Life, Island Red | 535005       |
| 1994 | Kassette | Big Life, Island Red | 535005       |
| 1994 | CD       | Big Life             | BRDCD5       |
| 2006 | CD       | Island, Universal    | 948,002-2    |